# Миролюбов, Михаил Арсеньевич
Михаил Арсеньевич Миролюбов (07 (19) ноября 1849 — ?) — священнослужитель села Заозерье Угличского уезда Ярославской губернии, учитель, краевед.

## Биография
Отец — Арсений Васильевич Миролюбов (1810—1875 гг.) — священник церкви села Борисоглебский погост на Воронежке Угличского уезда, сын священника Ростовского уезда с. Никольского что в Березняках. Мать — Анна Стефановна Миролюбова, дочь диакона с. Рождествено в Озерах Даниловского уезда Стефана Яковлева. В семье, кроме Михаила, было ещё восемь детей: дочери Серафима и Евдокия, сыновья Андрей, Павел, Николай, Алексей, Федор и Александр.
Михаил Арсеньевич 19 июля 1872 года с аттестатом 1 разряда окончил Ярославскую духовную семинарию. С 16 августа 1872 года состоял сельским учителем в Андреевском училище Романов-Борисоглебского уезда. 23 февраля 1873 года в той же должности был переведен в Неверковское училище Угличского уезда. 20 мая 1875 года из сего училища переведен на священническое место при Погосте Борисоглебском что на Воронежке Угличского уезда. 25 января 1880 года определен законоучителем в Путчинское народное училище. С 14 мая 1885 года по определению Свято-Дмитровского Братства проходит должность законоучителя и заведующего в Борисоглебской церковно-приходской школе. 20 декабря 1886 года за 11-летнюю службу в сане священника и особые труды по должности законоучителя Борисоглебской церковно-приходской школы награждён набедренником.
В период 1892—1895 гг. был Благочинным 5-го округа Угличского уезда. С 1901 года — наставник и старший священник церквей Заозерской округи. С 1902 года утвержден попечителем 33-го участка Угличского попечительства о народной трезвости, с 1903 года — член Благочинного Совета при Ярославской епархии. В 1914 году был произведён в сан протоиерея. Все назначения совмещались параллельно с исполнением обязанностей священника Заозерской церкви и заведующего и учителя Заозерской одноклассной женской церковно-приходской школы, законоучителя Ивановского земского училища.
Михаил Арсеньевич был женат на Анне Никоноровне Поповой (дочери священника с. Спасского в Раменье), в семье родились: сын Аполлос (1876 г.р., умер в младенчестве), дочь Лидия (1878 г.р.), дочь Антонина (1880 г.р.), сын Николай (1884 г.р.), сын Леонид (1892 г.р.), сын Алексей (1895 г.р.), сын Борис (1896 г.р.) и сын Сергей (1898—1898 гг.).
За свою деятельность был удостоен таких наград как набедренник, благодарность Епархиального начальства, бархатная фиолетовая скуфья, бархатная фиолетовая камилавка, тёмно-бронзовая медаль для ношения на груди, наперсный крест и архипастырская Благодарность. Был благословлён Св. Синодом Библией. Награждён орденом Святой Анны 3-й степени.
На 1920 год Михаил Арсеньевич Миролюбов еще служил в храме Казанской Иконы Божией Матери в селе Заозерье.

### Вклад в краеведческую науку
В 1913 году в Угличе в типографии Дикарева была издана «Летопись села Заозерья» — научно-популярное издание для широкого круга читателей. Имеет огромную ценность для местного краеведения и русской исторической науки, как памятник деятельности священнослужителей на службе образования, как памятник этнографического исследования, содержащий уникальные сведения и факты. «Летопись» — жемчужина среди исследований истории Ярославской губернии того времени. В 1998 году в Угличе было выпущено репринтное издание «Летописи села Заозерья». Историки и краеведы в своих исследованиях по истории Угличского края ссылаются исключительно на «Летопись села Заозерья», так как она объединяет сведения первоисточников, не сохранившихся до наших дней.